# تیگران سارگسیان
تیگران سورنی سارگسیان (ارمنی: Տիգրան Սուրենի Սարգսյան; زاده ۲۹ ژانویهٔ ۱۹۶۰) اقتصاددان و سیاست‌مدار اهل ارمنستان است. وی از ابتدای سال ۲۰۱۶ میلادی رئیس کمیسیون اقتصادی اورآسیا می‌باشد. وی از سال ۲۰۱۴ تا ۲۰۱۶ سفیر ارمنستان در ایالات متحده آمریکا بود. بین سال‌های ۲۰۰۸ تا ۲۰۱۴، میلادی سارگسیان نخست‌وزیر ارمنستان بود. 

## زندگی‌نامه
تیگران سارگسیان در سال ۱۹۶۰ در کیرواکان، ارمنستان به دنیا آمد. وی از «دانشگاه دولتی اقتصاد و امور مالی سن پترزبورگ» فارغ‌التحصیل شده‌است.
- مدال استولیپین[۱]

## نگارخانه

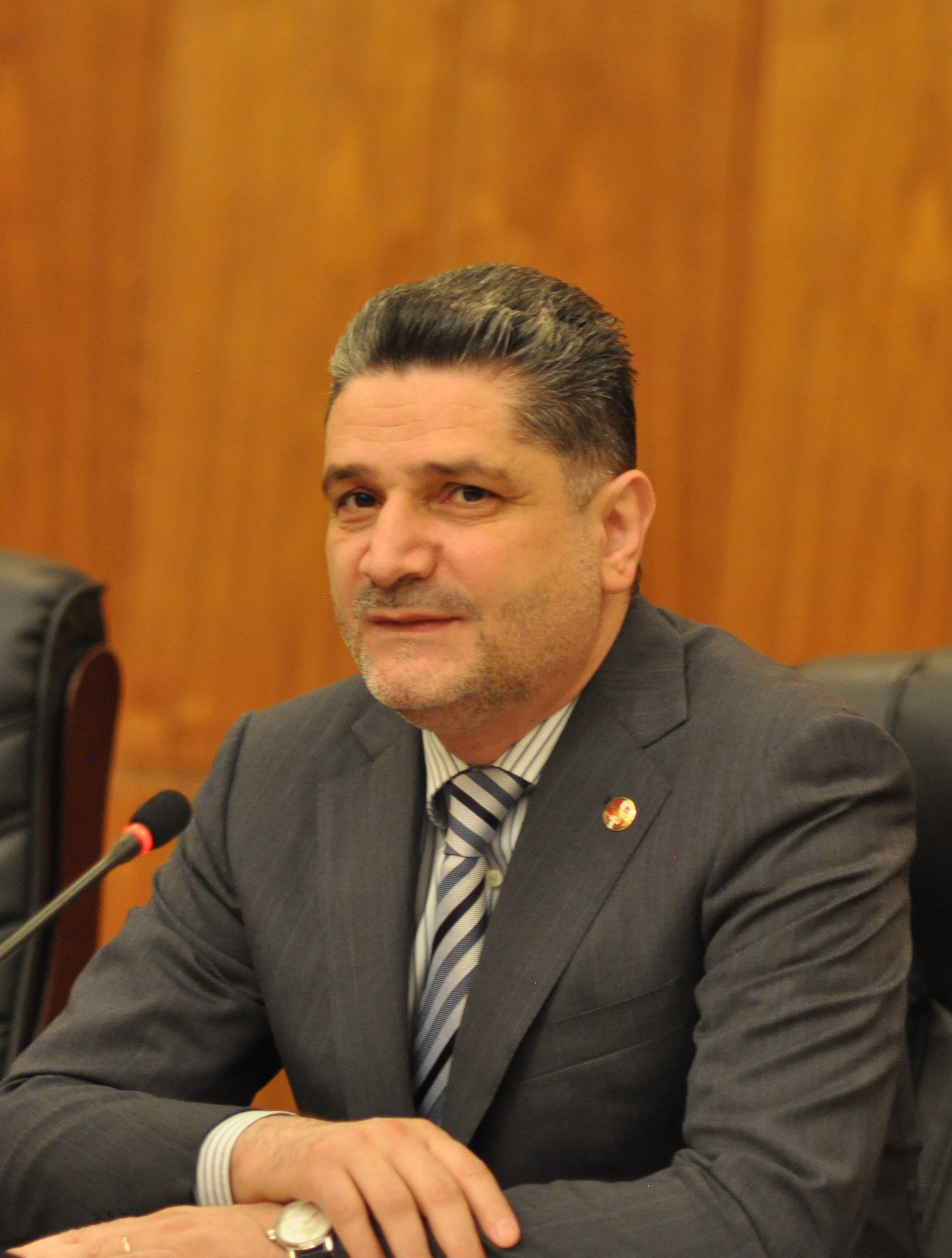